# Гетто в Антоновке (Кричевский район)
Гетто в Анто́новке (Кри́чевский район) (лето 1941 — декабрь 1941) — еврейское гетто, место принудительного переселения евреев деревни Антоновка Молятичского сельсовета Кричевского района Могилёвской области и близлежащих населённых пунктов в процессе преследования и уничтожения евреев во время оккупации территории Белоруссии войсками нацистской Германии в период Второй мировой войны.

## Оккупация Антоновки и создание гетто
Деревня Антоновка располагалась между деревнями Шаевка и Молятичи, до войны в ней был еврейский колхоз и евреи составляли большинство населения.
Деревня была захвачена немецкими войсками 16 июля 1941 года. Большинство мужчин Антоновки призывного возраста, в том числе и евреев, в июне 1941 года мобилизовали в Красную армию. Также кроме не успевших или не сумевших эвакуироваться местных евреев, в Антоновке оказалось и сколько-то их родственников, приехавших с детьми в гости на лето.
После оккупации немцы, реализуя нацистскую программу уничтожения евреев, организовали в местечке гетто. Евреям под угрозой смерти запретили выходить без нашитых на верхней одежде шестиконечных звезд. У них забрали все съестные припасы, домашний скот и птицу.
Местных неевреев предупредили, что за помощь и укрывательство евреев наказанием будет смерть. Несколько евреев попытались убежать и спрятаться в лесу, но их нашли и убили.

## Уничтожение гетто
Гетто в Антоновке было уничтожено в результате нескольких «акций» (таким эвфемизмом нацисты называли организованные ими массовые убийства). Вот те, о которых сохранились свидетельства.
14 ноября 1941 года немцы и полицейские отобрали 18 местных евреев, среди которых был старик 90 лет, а остальные — женщины и дети, в том числе грудные. Всех их отвели к яме на берегу одного из рукавов речки Чёрная Натопа и расстреляли.
Через три дня, 17 ноября, были взяты ещё 12 евреев, которых отвели к болоту, заставили раздеться и убили.
19 декабря 1941 года немцы забрали из Антоновки девушку Вертлиб Зинаиду, увели её в деревню Шаевка, где на колхозном току полностью раздели и расстреляли.

## Случаи спасения и «Праведники народов мира»
Шефрент Яков с тринадцатилетним сыном более полутора лет скрывался в лесу, но их всё равно поймали и расстреляли. Пять девушек-евреек 16-17 лет сбежали в деревню Баевка, но их там схватили и убили.
В Антоновке пять человек были удостоены почетного звания «Праведник народов мира» от израильского мемориального института «Яд Вашем» «в знак глубочайшей признательности за помощь, оказанную еврейскому народу в годы Второй мировой войны». Это Ларин Виктор, Васина (Ларина) Лилия, Писарева Мария, Писарева Раиса и Веселина-Ткачева Фекла — которые спасли Фейгину (Вертлиб) Елену и Незнанскую Миру.

## Память
Деревня Антоновка была сожжена в 1941 году и не восстанавливалась.
Убитых евреев Антоновки после войны перезахоронили на бывшем еврейском кладбище. В 2004 году ученики молятичской средней школы на этом месте установили памятник в виде дерева с обрубленными ветвями и с надписью, что это памятник всем погибшим мирным жителям деревни.
В 2017 году в поселке Молятичи недалеко от здания сельсовета был установлен памятник евреям Антоновки, убитым 14 ноября 1941 года.
Опубликованы неполные списки жертв геноцида евреев в Антоновке.